# Mistrzostwa Świata w Wioślarstwie 2009 – ósemka kobiet
Ósemka kobiet (W8+) – konkurencja rozgrywana podczas Mistrzostw Świata w Wioślarstwie 2009 w Poznaniu między 23 a 30 sierpnia na Torze Regatowym Malta.

## Harmonogram konkurencji
Wszystkie godziny w czasie letnim (UTC+2)
| Godzina                        | Wydarzenie  | Runda      |
| ------------------------------ | ----------- | ---------- |
| Poniedziałek, 24 sierpnia 2009 | 12:48-13:00 | Eliminacje |
| Środa, 26 sierpnia 2009        | 11:12-11:18 | Repasaże   |
| Sobota, 29 sierpnia 2009       | 16:24-16:30 | Finał B    |
| Niedziela, 30 sierpnia 2009    | 12:48-13:03 | Finał A    |

## Medaliści
| Złoto | Srebro | Brąz |
| Stany Zjednoczone · Erin Cafaro · Mara Allen · Laura Larsen-Strecker · Zsuzsanna Francia · Anna Goodale · Lindsay Shoop · Caroline Lind · Katherine Glessner · Katelin Snyder | Rumunia · Roxana Cogianu · Ionelia Neacsu · Maria Diana Bursuc · Ioana Craciun · Adelina Cojocariu · Nicoleta Albu · Camelia Lupascu · Eniko Barabas · Teodora Stoica | Holandia · Nienke Groen · Claudia Belderbos · Jacobine Veenhoven · Sytske De Groot · Chantal Achterberg · Nienke Kingma · Carline Bouw · Femke Dekker · Anne Schellekens |

## Wyniki

### Eliminacje
Reguła kwalifikacji: 1 → FA, 2.. → R

#### Eliminacje 1
| Miejsce | Zawodnik | Kraj            | Czas    | Uwagi |
| ------- | --- | --------------- | ------- | ----- |
| 1       | Roxana Cogianu Ionelia Neacsu Maria Diana Bursuc Ioana Craciun Adelina Cojocariu Nicoleta Albu Camelia Lupascu Eniko Barabas sternik: Teodora Stoica                         | Rumunia         | 6:48,89 | FA    |
| 2       | Jo Cook Melanie Wilson Michelle Vezie Lindsey Maguire Olivia Whitlam Alison Knowles Jessica Eddie Natasha Page sternik: Caroline O’Connor                                    | Wielka Brytania | 6:54,10 | R     |
| 3       | Sarah Bonikowsky Jane Rumball Romina Stefancic Ashley Brzozowicz Lauren Hutchins Larissa Lagzdins Krista Guloien Peggy DeVos sternik: Lesley Thompson-Willie                 | Kanada          | 6:57,18 | R     |
| 4       | Maryna Masława Marharyta Kreczka Nadzieja Bielska Hanna Nachajewa Natalla Haurylenka Wolha Płaszkowa Wolha Szczarbaczenia-Żylska Natalla Koszal sternik: Jarasława Paułowicz | Białoruś        | 7:06,01 | R     |

#### Eliminacje 2
| Miejsce | Zawodnik | Kraj              | Czas    | Uwagi |
| ------- | --- | ----------------- | ------- | ----- |
| 1       | Erin Cafaro Mara Allen Laura Larsen-Strecker Zsuzsanna Francia Anna Goodale Lindsay Shoop Caroline Lind Katherine Glessner sternik: Katelin Snyder     | Stany Zjednoczone | 6:46,14 | FA    |
| 2       | Christina Hennings Anika Kniest Kathrin Thiem Katrin Reinert Kerstin Naumann Nadine Schmutzler Nina Wengert Ulrike Sennewald sternik: Laura Schwensen  | Niemcy            | 6:49,23 | R     |
| 3       | Nienke Groen Claudia Belderbos Jacobine Veenhoven Sytske De Groot Chantal Achterberg Nienke Kingma Carline Bouw Femke Dekker sternik: Anne Schellekens | Holandia          | 7:00,06 | R     |
| 4       | Anna Jankowska Marlena Ertman Zuzanna Trzcińska Magda Korczak Kinga Kantorska Kornelia Nitzler Joanna Leszczyńska Kamila Soćko sternik: Paulina Górska | Polska            | 7:08,46 | R     |

### Repasaże
Reguła kwalifikacji: 1-4 → FA, 5... → FB
| Miejsce | Zawodnik | Kraj            | Czas    | Uwagi |
| ------- | --- | --------------- | ------- | ----- |
| 1       | Christina Hennings Anika Kniest Kathrin Thiem Katrin Reinert Kerstin Naumann Nadine Schmutzler Nina Wengert Ulrike Sennewald sternik: Laura Schwensen                        | Niemcy          | 6:09,49 | FA    |
| 2       | Nienke Groen Claudia Belderbos Jacobine Veenhoven Sytske De Groot Chantal Achterberg Nienke Kingma Carline Bouw Femke Dekker sternik: Anne Schellekens                       | Holandia        | 6:11,28 | FA    |
| 3       | Jo Cook Melanie Wilson Michelle Vezie Lindsey Maguire Kristina Stiller Alison Knowles Jessica Eddie Natasha Page sternik: Caroline O’Connor                                  | Wielka Brytania | 6:12,04 | FA    |
| 4       | Sarah Bonikowsky Jane Rumball Romina Stefancic Ashley Brzozowicz Lauren Hutchins Larissa Lagzdins Krista Guloien Peggy DeVos sternik: Lesley Thompson-Willie                 | Kanada          | 6:13,54 | FA    |
| 5       | Anna Jankowska Marlena Ertman Zuzanna Trzcińska Magda Korczak Kinga Kantorska Kornelia Nitzler Joanna Leszczyńska Kamila Soćko sternik: Paulina Górska                       | Polska          | 6:19,85 | FB    |
| 6       | Maryna Masława Marharyta Kreczka Nadzieja Bielska Hanna Nachajewa Natalla Haurylenka Wolha Płaszkowa Wolha Szczarbaczenia-Żylska Natalla Koszal sternik: Jarasława Paułowicz | Białoruś        | 6:24,93 | FB    |

### Finał B
| Miejsce | Zawodnik | Kraj     | Czas    | Uwagi |
| ------- | --- | -------- | ------- | ----- |
| 1       | Anna Jankowska Marlena Ertman Zuzanna Trzcińska Magda Korczak Kinga Kantorska Kornelia Nitzler Joanna Leszczyńska Kamila Soćko sternik: Paulina Górska                       | Polska   | 6:18,30 |       |
| 2       | Maryna Masława Marharyta Kreczka Nadzieja Bielska Hanna Nachajewa Natalla Haurylenka Wolha Płaszkowa Wolha Szczarbaczenia-Żylska Natalla Koszal sternik: Jarasława Paułowicz | Białoruś | 6:19,77 |       |

### Finał A
| Miejsce | Zawodnik | Kraj              | Czas    | Uwagi |
| ------- | --- | ----------------- | ------- | ----- |
|         | Erin Cafaro Mara Allen Laura Larsen-Strecker Zsuzsanna Francia Anna Goodale Lindsay Shoop Caroline Lind Katherine Glessner sternik: Katelin Snyder           | Stany Zjednoczone | 6:05,34 |       |
|         | Roxana Cogianu Ionelia Neacsu Maria Diana Bursuc Ioana Craciun Adelina Cojocariu Nicoleta Albu Camelia Lupascu Eniko Barabas sternik: Teodora Stoica         | Rumunia           | 6:06,94 |       |
|         | Nienke Groen Claudia Belderbos Jacobine Veenhoven Sytske De Groot Chantal Achterberg Nienke Kingma Carline Bouw Femke Dekker sternik: Anne Schellekens       | Holandia          | 6:07,43 |       |
| 4       | Christina Hennings Anika Kniest Kathrin Thiem Katrin Reinert Kerstin Naumann Nadine Schmutzler Nina Wengert Ulrike Sennewald sternik: Laura Schwensen        | Niemcy            | 6:08,62 |       |
| 5       | Jo Cook Melanie Wilson Michelle Vezie Lindsey Maguire Kristina Stiller Alison Knowles Jessica Eddie Natasha Page sternik: Caroline O’Connor                  | Wielka Brytania   | 6:12,66 |       |
| 6       | Sarah Bonikowsky Jane Rumball Romina Stefancic Ashley Brzozowicz Lauren Hutchins Larissa Lagzdins Krista Guloien Peggy DeVos sternik: Lesley Thompson-Willie | Kanada            | 6:16,68 |       |